# Cat Cays
Cat Cays sont deux cayes appartenant administrativement au district de Bimini aux Bahamas. 
Elles sont situées à environ 16 km au sud de celles-ci, et au sud de Gun Cay :
- North Cat Cay est une île privée, gérée en club privé par les membres du Cat Cay Yacht Club[1].
- South Cat Cay est en cours de développement.

Sur la caye nord, se trouve le phare des Cat Cays datant de 1933.